# The Courteeners
The Courteeners, ou simplement Courteeners, est un groupe de rock indépendant britannique, originaire de Middleton, dans le Grand Manchester, en Angleterre. 
Il est formé en 2006 par Liam Fray (guitare/voix), Michael Campbell (batterie/chœurs), Daniel « Conan » Moores (guitare) et Mark Joseph Cuppello (basse). 
Ils ont sorti six albums studio : St. Jude (2008), Falcon (2010), Anna (2013), Concrete Love (2014), Mapping the Rendezvous (2016) et More. Again. Forever. (2020).
Les paroles des Courteeners sont écrites par le leader du groupe, Liam Fray.

## Biographie

### Formation (2006–2007)
Les membres du groupe se connaissent depuis l'âge de dix ans. Originaires de Middleton, dans le Grand Manchester ; Fray et Moores ont étudié au lycée Cardinal Langley Roman Catholic High School de Middleton, Mark Cuppello a étudié au St Monica's RC High School de Prestwich, et Michael Campbell au St Cuthbert's RC High School de Rochdale.
Alors qu'il étudiait le commerce à l'université de Salford, Liam Fray, passionné par l'écriture, choisit de suivre des cours d'écriture créative. 
Il débute en jouant en acoustique dans les bars et pendant les soirées à Manchester. Après avoir reçu un accueil positif du public, Fray décide d'interrompre ses études et de former un groupe. Il recrute son ami d'enfance et voisin Michael Campbell, qui n'a jamais joué de batterie. Ils jouent sous le nom de Liam Fray jusqu'à l'arrivée de Moores et Cuppello.
Leur premier concert est joué au Manchester Roadhouse en octobre 2006, ils se font par ailleurs connaître à Manchester par le bouche-à-oreille. 
The Courteeners publient leur premier single Cavorting le 6 août 2007 avec le label Loog Records. Un second single, Acrylic, est publié le 22 octobre 2007, atteignant la 44e place de l'UK Single Chart.

### St. Jude(2007–2009)
The Courteeners attirent l'attention de Stephen Street (producteur des groupes The Smiths, Blur et Morrissey) avec lequel ils discutent d'une éventuelle collaboration. Le groupe publie alors son premier single What Took You So Long? le 14 janvier 2008, classé 20e de l'UK Singles Chart. Leur premier album, St. Jude,  sort le 7 avril 2008 chez Polydor Records. Il est lancé au magasin Market Street HMV de Manchester.
L'album apparaît à la quatrième place dans le classement des meilleurs albums vendus au Royaume-Uni et remporte plus tard le disque d'or. L'album est précédé par la sortie du single Not Nineteen Forever le 31 mars 2008. Un cinquième single, No You Didn't, No You Don't, est publié le 23 juin 2008. The Courteeners jouent avec Kasabian et Primal Scream au Fuji Rock Festival dans la préfecture de Niigata au Japon.
That Kiss paraît le 6 octobre 2008, encore produit par Stephen Street. Le morceau atteint la cinquième place du Midweek Top 40. En décembre 2008, le groupe remporte le Guardian's First British Album Award face à Glasvegas, Duffy, Adele et Noah and the Whale. St. Jude est voté à 53%.
En 2009, le groupe se produit au Mercury Lounge de New York. La même année, The Courteeners participent également au Coachella Festival en Californie, ainsi qu'au Reading and Leeds Festivals avec les Arctic Monkeys, The Prodigy et Ian Brown.

### Falcon(2009–2011)
Leur deuxième album, Falcon, est sorti le 22 février 2010, et devient disque d'or. L'album est précédé par le single You Overdid It Doll paru le 15 février 2010. L'album est enregistré aux ICP Studios en Belgique et produit par Ed Buller (White Lies, Pulp, Suede). L'album est bien accueilli par la presse britannique, notamment par le journal NME et les magazines Mojo et Q (quatre étoiles),.
Le premier morceau extrait de l'album Cross My Heart and Hope To Fly est diffusé pour la première fois à la radio durant l'émission de Zane Lowe sur la BBC Radio 1. Le premier single officiel de l'album sorti le 15 février s'intitule You Overdid It Doll. Il est aussi diffusé sur la BBC Radio 1 par Zane Lowe. Lowe, grand supporter du groupe, le nomme Hottest Record in the World.
The Courteeners participent à plusieurs festivals en 2010. Ils jouent sur la scène principale du Festival de l'île de Wight avant Paul McCartney le 13 juin 2010, et au Glastonbury Festival le 25 juin 2010.  En juillet 2010, le groupe participe au festival T in the Park. 
En août 2010, le groupe retourne au Japon à Tokyo et Osaka pour le Summer Sonic Festival puis fait une seconde apparition au  V Festival.
The Courteeners annoncent une tournée britannique en cinq dates dès décembre. 

### TournéeAnna(2011–2014)
Le 17 décembre, le groupe annonce sa participation au festival de la forêt de Delamere dans le comté de Cheshire, prévue le 2 juillet 2011. Les billets se vendent en moins d'une heure. Durant l'été 2011, ils apparaissent à l'Isle of Wight Festival et au V Festival. The Courteeners jouent aussi au Haigh Hall à Wigan, en juin de la même année avec The Coral et Cherry Ghost. 
En décembre 2011, le groupe joue trois concerts au Manchester Apollo. Les images de ces concerts sont filmées et paraissent plus tard en DVD sous le nom de Live at the MEN Arena, DVD qui comprend également des extraits du concert au Manchester Arena de décembre 2010. En 2012, ils jouent aux Reading and Leeds Festivals, au T in the Park et au Chester Rocks Festival. 
Le 23 juin 2012, le groupe joue gratuitement au Albert Square à Manchester.
Leur troisième album, Anna, est enregistré avec le producteur Joe Cross des Hurts et sort le 4 février 2013. Il est précédé par la sortie du premier single Lose Control en décembre 2012. Le groupe se présente sous le nom de Courteeners, sans y apposer le The. Le 6 février 2013, Anna apparaît premier dans le classement de l'UK Chart par l'Official UK Charts Company.
Pour assurer la promotion de l'album, le groupe effectue une tournée de concerts européenne appelée Anna Tour comprenant 22 shows en Angleterre, en Écosse, en France, en Autriche, en Italie, en Allemagne, aux Pays-Bas, et en Suisse. La tournée commence le 21 février et se termine le 27 avril. 
Le 28 juin 2013, The Courteeners participent au Glastonbury Festival sur la scène John Peel. Ils jouent en première partie des Stone Roses pendant leur concert de retour au Finsbury Park le 7 juin 2013, et avec Kings of Leon au Bellahouston Park de Glasgow le 15 août 2013.

### Concrete Love(2014–2015)
Le 18 août 2014, les Courteeners sortent leur nouvel album intitulé Concrete Love. 
De nouveau enregistré et produit par Joe Cross à Paris, Whitby et Ancoats, il débute à la troisième place dans le classement de l'UK Albums Chart. Le premier extrait de l'album, Summer, paraît en juillet. 
L'EP How Good It Was sort le 21 juillet 2014.
Le groupe joue sur la scène Radio One/NME Stage du Reading en 2014, puis avec The Killers au concert des Summer Sessions au Bellahouston Park de Glasgow. Les Courteeners jouent aussi au festival de Benicàssim et au Umbria Rock. L'album est soutenu par une tournée britannique entre octobre et novembre, avec un passage au Brixton Academy à Londres et au Echo Arena Liverpool.
Le 5 juin 2015, le groupe joue au Heaton Park de Manchester, soutenu par Blossoms, Bipolar Sunshine et Peace. Les 25 000 billets se vendent en moins d'une heure.

### Winter Wonderland(2015–2016)
Le 27 novembre 2015, le groupe publie l'album Concrete Love – Extra Love, une édition deluxe de l'album Concrete Love. Il comprend un nouveau single, leur première chanson de Noël, Winter Wonderland, une collection de versions acoustiques inédites de Concrete Love et des titres rares.
Liam Fray a composé  au piano la chanson Winter Wonderland au domicile de Norah Jones à New York. Il la joue pour la première fois en 2011 au club The Stone à Manhattan, à la suite d'une invitation de Lou Reed. Elle est produite par Stephen Street et enregistrée aux Miloco Studios en septembre 2015. Le 16 novembre, le single est diffusé sur Radio X. Il devient morceau de l'année sur Radio X et la BBC Radio 2.
En novembre et décembre, le groupe se produit au Manchester Apollo.
Le 19 juin 2016, les Courteeners jouent avec The Stone Roses à Manchester au Etihad Stadium, puis au T in the Park et aux Reading and Leeds Festivals.

### Mapping the Rendezvous
Durant leur performance au T in the Park le 8 juillet 2016, Liam Fray annonce la sortie d'un nouvel album. Le 11 août 2016, le groupe révèle le titre de son cinquième album, Mapping the Rendezvous, aussi produit par Joe Cross. L'album sort le 28 octobre 2016. Son premier single, The 17th,  qui paraît avec leur nouveau label, Ignition Records, est diffusé sur Radio X et mis en ligne sur Spotify et iTunes
Le 27 mai 2017, les Courteeners jouent leur plus gros concert en date, devant 50 000 spectateurs, au Emirates Old Trafford à Manchester, avec The Charlatans, Cabbage et Blossoms,.
En 2018, les Courteeners participent aux festivals anglais TRNSMT et Neighbourhood Weekender.

### More. Again. Forever.
Un nouvel album intitulé More. Again. Forever. est prévu pour le 17 janvier 2020. Le premier single Heavy Jacket est mis en ligne sur YouTube le 3 septembre 2019.

## Membres

### Membres actuels
- Liam Fray – chant, guitare (depuis 2006)
- Daniel « Conan » Moores – guitare rythmique (depuis 2006)
- Michael Campbell – batterie, percussions, chœurs (depuis 2006)
- Joseph « Joe » Cross – basse (depuis 2015)

### Ancien membre
- Mark Cuppello – basse (2006–2015)

### Membre live
- Adam Payne – claviers, chœurs (depuis 2008)

## Discographie

### Albums studio
- 2008 - St. Jude
- 2010 - Falcon
- 2013 - Anna
- 2014 - Concrete Love
- 2016 - Mapping the Rendezvous
- 2020 - More.Again.Forever.
- 2024 - Pink Cactus Café

### EPs
- 2008 : Here Come the Young Men
- 2008 : Live at Manchester Apollo
- 2010 : Electric Lick
- 2014 : How Good It Was

### Singles
| Année | Titre                          | Classement | Album         |
| Année | Titre                          | UK         | Album         |
| ----- | ------------------------------ | ---------- | ------------- |
| 2007  | Cavorting                      | 192        | St. Jude      |
| 2007  | Acrylic                        | 44         | St. Jude      |
| 2008  | What Took You So Long?         | 20         | St. Jude      |
| 2008  | Not Nineteen Forever           | 19         | St. Jude      |
| 2008  | No You Didn't, No You Don't    | 35         | St. Jude      |
| 2008  | That Kiss                      | 36         |               |
| 2010  | You Overdid It Doll            | 28         | Falcon        |
| 2010  | Take Over the World            | 114        | Falcon        |
| 2012  | Lose Control                   | 82         | Anna          |
| 2013  | Van Der Graaff                 | -          | Anna          |
| 2013  | Are You in Love With a Notion? | -          | Anna          |
| 2014  | Summer                         | -          | Concrete Love |
| 2014  | How Good It Was                | 66         | Concrete Love |

### Album live
- 2011 : Live at the MEN Arena